# (14856) 1989 SY13
(14856) 1989 SY13 est un astéroïde de la ceinture principale découvert en 1989.

## Description
(14856) 1989 SY13 a été découvert le 26 septembre 1989 à l'observatoire de Calar Alto, dans la Province d'Almería en Espagne, par Johann Martin Baur et Kurt Birkle.

### Caractéristiques orbitales
L'orbite de cet astéroïde est caractérisée par un demi-grand axe de 2,66 UA, un périhélie de 2,37 UA, une excentricité de 0,11 et une inclinaison de 12,04° par rapport à l'écliptique. Du fait de ces caractéristiques, à savoir un demi-grand axe compris entre 2 et 3,2 UA et un périhélie supérieur à 1,666 UA, il est classé, selon la JPL Small-Body Database, comme objet de la ceinture principale.

### Caractéristiques physiques
(14856) 1989 SY13 a une magnitude absolue (H) de 14,1 et un albédo estimé à 0,252.